# بيت بن ناشر (يهر)

تعديل مصدري - تعديل

بيت بن ناشر هي إحدى قرى عزلة يهر بمديرية يهر التابعة لمحافظة لحج، بلغ تعداد سكانها 42 نسمة حسب تعداد اليمن لعام 2004.